# 済興寺 (久喜市)
済興寺（さいこうじ）は、埼玉県久喜市久喜東一丁目にある黄檗宗の寺院である。山号は大雄山。

## 歴史
本山は京都府に所在する万福寺であり、1740年（元文5年）に蓋天によって開かれた黄檗宗の寺院である。境内地の面積は209坪を有していた。

## 境内
- 本堂
- 灯籠
- 地蔵尊
- 「大佛頂着楞嚴塔」と彫られた石碑

## 交通アクセス
- 東日本旅客鉄道（JR東日本）宇都宮線・東武伊勢崎線「久喜駅」東口から徒歩約3分

## 周辺
- 久喜駅
- 中落堀川